# 都鳥廓白浪
『都鳥廓白浪』（みやこどり ながれの しらなみ）は、通称『忍の惣太』（しのぶの そうた）で知られる歌舞伎の演目。二代目河竹新七（黙阿弥）作、全三幕。安政元年三月 (1854年4月)、江戸 河原崎座で初演。　

## あらすじ
背景
能の『隅田川』で有名な、吉田梅若が人買いの忍ぶの惣太にかどかわされて隅田川の畔で死んだ故事をもとにしている。
吉田家の家臣山田六郎は、腰元梶浦との不義がもとで主家を追放され、東国の向島で桜餅売りに身をやつしている。女房お梶との二人暮らしで、男伊達「忍ぶの惣太」と名乗って葛飾十右衛門と傾城花子を争っている。
そんな中、飛び込んできたのが、吉田家の家宝「都鳥の系図」が何者かによって盗まれ主君吉田松若は行方不明との知らせ。主家の一大事と惣太は系図探しに奔走するが、活動資金も足りず、さらに盗賊団によって鳥目にされてしまう。

序幕　向島梅若殺しの場
満開の桜が続く隅田川堤で惣太は病に苦しむ少年を介抱する。鳥目で目が見えない惣太は手探りで少年の懐の大金を知り、已む無く少年を絞殺する。この少年こそ松若の弟梅若丸で、母とともに惣太を頼って東国まで流れてきたのだが、追手によって母と奴軍助と離れていたのだ。だが、惣太にはそんなことを知るすべもない。

二幕目　向島惣太内の場
さて、傾城花子は天狗小僧霧太郎という盗賊団の頭の変装した姿であるが、実は吉田松若が系図の詮議のため盗賊となっているのであった。惣太もそのことに気付き身請けして自宅に連れ帰ったのだが、系図盗難の真犯人、宵寝の丑右衛門の計略で花子と系図を奪われてしまう。悲嘆にくれる惣太のもとに舅である奴の軍助が来て梅若殺害を知らせ、申し訳なさに自害する。さてはあの時の少年はご主君の弟と驚く惣太であったが、女房お梶の自己犠牲で鳥目が治る。そこに十右衛門が駆け付けお梶が実の妹であったことを告げ惣太を励ます。すべてを十右衛門に託し惣太は花子の隠れ家に向かう。

大詰　原庭按摩宿の場
一方花子こと松若は系図を奪おうとする丑右衛門を殺し、系図を手に入れた上からは早速立ち退こうとする。ところに惣太が現れ両者立ち回りとなる。惣太はわざと松若の手にかかり、梅若殺しを懺悔して息絶える。そこへ捕り手がなだれ込むが松若は悠々と飯を食べて捕り手をあしらう。

## 新七（黙阿弥）と小團次との出会い
もとは四代目中村歌右衛門のために書き下ろされた『櫻清水清玄』（二代目勝俵蔵作）という脚本であったが、人気作に恵まれず不遇をかこっていた新七が上方下りの人気役者四代目市川小團次のために改訂版として作った。
最初の改訂版を使っての台本合わせで小團次が不服そうな顔をしているのに気付いた劇場関係者が、新七を使って理由を問いただしたところ、脚本が美男の四代目歌右衛門に合わせて書かれているため、風采の上がらぬ小團次には気に入らない。「お客がお金を払って見に来るのだからもっといい作品にしてくれ。これじゃあ小團次が子供をただ殺すだけで、面白くない」と新七に苦情を入れた。そこで、新七は梅若殺しの場を、義太夫の伴奏（チョボ）を入れて上方生まれの小團次の芸風に合わせ、梅若と惣太の科白を七五調で耳に響きのよいの割科白にするなどの工夫をこらして新作同様の体裁に書き換えた。このことが小團次の気に入り、以降新七と小團次の名コンビによる『蔦紅葉宇都谷峠』（文弥殺し）、『三人吉三廓初買』（三人吉三）、『勧善懲悪覗機関』（村井長庵）、『鼠小紋東君新形』（鼠小僧）、『小袖曾我薊色縫』（十六夜清心）、『八幡祭小望月賑』（縮屋新助）などの名作が作られてゆくことになる。
初演時梅若を演じた澤村由次郎は、のちの名女形・三代目澤村田之助で、このとき名子役と評されたことが出世の糸口となり、また新七と田之助との提携の始まりともなった。

## 見どころ
幕末の歌舞伎らしい爛熟した美しさと作者の機知が堪能できる。序幕の美しい夜桜を背景とする殺人場は、並木五瓶の『隅田春妓女容性』（梅の由兵衛）を下敷きにしたいわゆる本歌取りの作品。幕切れの世話だんまりは、男伊達の美しい姿と粗末な按摩の姿になまめかしい遊女が動く錦絵のような味わいがある。また、二幕目の丑右衛門と花子の駕籠をかついでの花道の引っ込みは『於染久松色読販』（お染の七役）を下敷きにしたもの。さらに丑右衛門が丑市という按摩で登場し、目を開けて本性を現すのは『敵討天下茶屋聚』（天下茶屋）の元右衛門を下敷きにしており、その役を当たり役とした丑右衛門役の四代目大谷友右衛門に充てはめたものである。
美女に扮した美青年というお馴染みの倒錯美溢れる人物設定は、その後の『青砥稿花紅彩画』（白浪五人男）や明治の『富士額男女繁山』（女書生、こちらは逆に男装の麗人）など、その後の黙阿弥作品に幾度か採用されることになる。また、大詰の「おまんまの立ち回り」は四代目鶴屋南北の『梅柳若葉加賀染』（柳澤騒動）から借用したものであるが、ドタバタ芸ながらもおおらかな雰囲気が楽しめる。惣太役の役者に道化役の峰蔵を給仕として早変わりで登場させるなど、深刻な内容の劇を洒落た見世物に仕立て上げ、後味を良くしてしまう黙阿弥独特の手法が光る。
惣太は、二代目市川猿之助、三代目市川猿之助、当代の十五代目片岡仁左衛門が得意としているが、｢鳥目」でものを見るのも不自由なのにもかかわらず、それらしく演じてはならないのがこの役の難しいところである。

## 初演時の配役
- 忍ぶの惣太実ハ吉田家家臣山田六郎・木の葉の峰蔵 ・・四代目市川小團次
- 花子実ハ天狗小僧霧太郎実ハ吉田松若 ・・・・・・・・初代坂東しうか
- 盗賊宵寝の丑右衛門・・・・・・・・・・・・・・・・四代目大谷友右衛門
- 葛飾十右衛門・・・・・・・・・・・・・・・・・・・三代目嵐璃寛
- 班女御前・惣太女房お梶・・・・・・・・・・・・・・市川團右衛門
- 吉田梅若・・・・・・・・・・・・・・・・・・・・・初代澤村由次郎
- 奴軍助・・・・・・・・・・・・・・・・・・・・・・初代中村翫右衛門